# ایچیرو ناکامورا
ایچیرو ناکامورا (انگلیسی: Ichiro Nakamura؛ زاده درگذشته ۲۸ فوریه ۱۹۹۹) یک رهبر مذهبی در کشور ژاپن بوده است.